# Adheridos separados
«Adheridos separados» es el segundo sencillo de Poetics, el quinto álbum de estudio de la banda de Rock alternativo mexicana Panda. Fue lanzada en diciembre del 2009 A través de la discográfica Movic Récords.

## Canción
Esta canción fue escrita por José Madero, llegando a los primeros lugares en las listas de Rock Alternativo y Rock Hispano en muchos países de América Latina y Estados Unidos. La letra de la canción habla de una relación que se cae culpa de la distancia entre los involucrados. Canción que el vocalista de la agrupación, afirma, fue compuesto a su entonces pareja sentimental.

## Videoclip
El video musical de la canción debutó en enero de 2010, sobre MTV Latinoamérica en México y América del Sur y fue dirigido por Rodrigo Guardiola.

## Posicionamiento en listas
| Lista (2006)   | Mejor posición |
| -------------- | -------------- |
| España         | 45             |
| Top 100 México | 10             |